# کمیته المپیک لهستان
کمیته المپیک لهستان (لهستانی: Polski Komitet Olimpijski) یک سازمان ورزشی است که نماینده کشور لهستان در کمیته بین‌المللی المپیک می‌باشد.
این سازمان که در سال ۱۹۱۹ تأسیس شده مسئول آماده‌سازی و اعزام ورزشکاران به بازی‌های المپیک، بازی‌های المپیک جوانان و بازی‌های اروپایی است. 